# Siebera tenuissima
Siebera tenuissima är en flockblommig växtart som beskrevs av George Bentham. Siebera tenuissima ingår i släktet Siebera och familjen flockblommiga växter. Inga underarter finns listade i Catalogue of Life.